# Hugo Hernández
Hugo Hernández (28 de mayo de 1952 - 2 de abril de 2022) fue un futbolista y entrenador mexicano.

## Trayectoria
Se inició como jugador profesional en el CF Cuautla, pasando por el Cuatitlán en Segunda División de México y llegando a jugar con los Pumas de la UNAM en Primera División de México
Comenzó su carrera como entrenador en las fuerzas básicas de Pumas, dirigiendo todas las categorías infantiles, colaborando de manera integral en la formación de la "Generación Dorada" de los Pumas de donde salieron jugadores como: Miguel España, Sergio Bernal, Raúl Servin, Luis García entre muchos. Trabajó como auxiliar de Miguel Mejía Barón durante tres temporadas llegando a la conquista del título en 1991 venciendo en un histórico partido al América en CU.
Catalogado en varias ocasiones como el mejor Auxiliar Técnico de México, ha colaborado con Bora Milutinovic, Miguel Mejía Barón, Ricardo Ferretti en varios clubes profesionales.
Como técnico dirigió la Selección Mexicana en el Mundial Universitario celebrado en Cuernavaca, Morelos en 1982. Venció a la selección de Francia en penaltis en la final. El gol del triunfo fue anotado por Raúl Servin.
Dirigió al C. F. Monterrey, Club Deportivo Guadalajara, Pumas de la UNAM y al Monarcas Morelia, además ha participado como auxiliar en equipos como CF Monterrey, Guadalajara, Pumas, Toluca, Tigres.

## Debut
Debutó como director técnico profesional el 3 de enero de 1993, con el CF Monterrey, en un partido contra los Pumas de la UNAM que terminaría con un triunfo para los Pumas 3-0, a partir de ese momento logró colocar al Monterrey en un lugar privilegiado al llegar a la final del torneo tras derrotar a los Tecos de la UAG (líderes generales del torneo) en cuartos de final, al América en semifinales y caer contra Atlante en la Gran Final. Con el CF Monterrey logró el campeonato del torneo Campeón de Campeones de la Concacaf al vencer al L.A. Firpo del Salvador en la final, dándole el primer título internacional a la ciudad de Monterrey.
Asumió la dirección técnica del Guadalajara el 30 de junio de 2000 enfrentando al Irapuato. Después de 5 fechas con el Rebaño es sustituido por Jesús Bracamontes, ya antes de ésta oportunidad había actuado 4 años como auxiliar técnico de Ricardo Ferretti en cual consiguió un campeonato. En el invierno 2001 es contratado por los Pumas de la UNAM y empieza a dirigir en la jornada 5 en sustitución de Miguel Mejía Barón, pero después de 4 jornadas (2 derrotas y 2 empates) es sustituido por Hugo Sánchez. En 2006 regresa a la institución universitaria pero una vez más como auxiliar técnico del Tuca Ferretti.
En el Apertura 2006 llegó al Monarcas Morelia institución que le da la confianza de empezar desde el inicio de temporada, dirigió al equipo por 9 jornadas, cosechando únicamente 3 victorias, fue entonces que sería sustituido por El Fantasma Marco Antonio Figueroa.

## Como entrenador
| Club                           | País   | Año         |
| ------------------------------ | ------ | ----------- |
| Pumas - Categorías inferiores  | México | 1978-1982   |
| Selección de México            | México | 1982        |
| Pumas - Auxiliar Técnico       | México | 1990-1992   |
| CF Monterrey                   | México | 1993-2000   |
| Chivas                         | México | 2000-2005   |
| Pumas - Auxiliar Técnico       | México | 2006        |
| Monarcas Morelia               | México | 2006        |
| Tigres UANL - Auxiliar Técnico | México | 2010 - 2021 |

## Logros

### Director Técnico
- Subcampeón, Monterrey 1992-1993
- Campeón, Campeón de Campeones Concacaf 1994

### Auxiliar Técnico
- Campeón, Pumas UNAM 1991
- Campeón, Chivas 1997
- Subcampeón, Chivas 1998
- Campeón, Tigres 2011
- Campeón Copa Mx, Tigres 2014
- Subcampeón, Copa Libertadores, Tigres 2015
- Subcampeón, Liga de Campeones CONCACAF, Tigres 2015
- Campeón, Tigres 2015
- Campeón, Campeón de Campeones, Tigres 2016
- Campeón, Tigres 2016
- Campeón, Tigres 2017
- Campeón, Tigres 2019